# Sierra Leona en los Juegos Olímpicos de Moscú 1980
Sierra Leona estuvo representada en los Juegos Olímpicos de Moscú 1980 por un total de 14 deportistas, 12 hombres y 2 mujeres, que compitieron en 2 deportes.
El equipo olímpico sierraleonés no obtuvo ninguna medalla en estos Juegos.